# Diplôme d'architecte diplômé par le gouvernement
Pour les articles homonymes, voir diplômé par le gouvernement.
En France, le diplôme d'architecte délivré par le gouvernement est l'ancien nom du diplôme de fin d'études en architecture, délivré jusqu'en décembre 2007 et remplacé par le diplôme d'État d'architecte (arrêté du 20 juillet 2005) et l'habilitation à exercer la maîtrise d’œuvre en nom propre (HMONP). 
C'était un diplôme français de troisième cycle universitaire  (niveau Bac+7), puis de second cycle universitaire (Bac+5 et enfin Bac+6), qui se préparait au sein d'écoles d'architecture nationales. « Architecte D.P.L.G. » a été le titre scolaire puis universitaire délivré après la publication au Journal Officiel de la République Française de la reconnaissance du diplôme d'études d'architecture.
Dans le cadre universitaire, on parle d'architecte DPLG et, aujourd'hui, d'architecte DE. Dans le cadre professionnel, on emploie le titre de titulaire d'un diplôme d'architecte DPLG, DE-HMONP ou tout autre diplôme (décret n° 80-218 du 20 mars 1980).  
La loi sur l'architecture, en son article 40, interdit la confusion du titre de titulaire d'un diplôme d'architecte avec le titre d'architecte qui définit la profession réglementée. L'amalgame est renvoyé vers le Code pénal à l'article 433-17 modifié par loi n°2009-1437 du 24 novembre 2009 à son article 50. Le titre d'architecte est attribué, à certaines conditions, aux personnes, diplômées ou non-diplômées, qui s'engagent par un serment solennel auprès de l'Ordre des architectes.  
Aujourd'hui le diplôme équivalent au diplôme délivré par le gouvernement jusqu'en 2007 est le diplôme d'architecte délivré par l’État complété de l'habilitation à exercer la maîtrise d’œuvre en nom propre (HMONP). Cette formation se veut équivalente au 3e cycle d'enseignement dont ont bénéficié les titulaires d'un diplôme d'architecte jusqu'en 1985.  
| Dates d'application et repères de la réforme « ministre / 1er ministre » ou « … / ministre » | Âge de l'architecte | Nombre d'années d'études | Nombre d'années de « mise en situation professionnelle » | Nom du diplôme et nombre d'années études + minimum de mise en situation professionnelle |
| 1977 Loi de l'État                                                                           | + de 58 ans         | 7 ans                    | 0 à 10 ans                                               | DPLG 7 ans                                                                              |
| 1986 Loi « A. Devaquet / J. Chirac »                                                         | De 47 à 57 ans      | 5 ans                    | 0                                                        | DPLG 5 ans                                                                              |
| 1997 Décret « C. Allègre » / L. Jospin »                                                     | De 40 à 46 ans      | 6 ans                    | entre 1/2 et 1 an                                        | DPLG 7 ans                                                                              |
| 2006 Arrêté « des Empêchés » Donnedieu de Vabres                                             | De 36 à 39 ans      | 7 ans                    | 1 an                                                     | DPLG 7 ans                                                                              |
| 2008 Arrêté « Donnedieu de Vabres / de Villepin »                                            | De 24 à 35 ans      | 5 ans                    | 1 an                                                     | DE-HMONP 6 ans                                                                          |

## Histoire

### Histoire des diplômes d'architecture
Jusqu’en 1863, la section architecture de l'École des beaux-arts de Paris ne dispensait ni enseignement, ni diplôme. Avant de pouvoir se présenter au concours et d'obtenir une place d'élève à l'École des beaux-arts, les aspirants élèves se préparaient à l'École de dessin et de mathématique dont l'amphithéâtre existe toujours rue de l'École-de-Médecine où ils devaient obtenir un certain nombre de prix. Les élèves reçus étaient admis dans un des ateliers privés et payants portant le nom de l'un des architectes professeurs de l'École où ils préparaient divers concours d'architecture dont les classements leur permettaient de “monter en grade”: 2e classe, 1re classe, etc. Les meilleurs élèves pouvaient se présenter au concours du Prix de Rome d'architecture créé en 1663 dont les lauréats étaient classé et obtenaient comme seul diplôme un Grand Prix de Rome qui a été supprimé en 1968. 
En 1864, l'École centrale d'architecture est créé à Paris sur le modèle de l'École centrale des arts et manufactures pour associer à la formation des architectes des cours de construction industrielle, d'archéologie et d'hygiène, son diplôme d'architecte est délivré en 1868 à la première promotion de 9 élèves qui s'organiseront en association, la Société centrale des architectes.
À partir de 1867, l'École des beaux-arts de Paris délivre un diplôme d'architecture. En 1877, les diplômés de l'École des beaux-arts se regroupent sous le nom de Société des architectes diplômés du gouvernement (SADG). Le 13 mars 1914, le titre d'architecte diplômé par le gouvernement (abrégé en DPLG) délivré à l'issue des études d'architecture à l'École des beaux-arts, est reconnu par décret qui sera supprimé en 2007. 
En 1921, le député Félix Liouville propose une loi dont le but déclaré est de protéger la profession d'architecte contre les incompétents en protégeant le titre professionnel; La plupart des constructions d'habitation est à l'époque faite sans permis de construire et en autoconstruction de type économique; La construction sans spécialiste est faite dans des zones urbaines inondables par exemple ou dont le sol serait sujet à précautions. En 1924, un paragraphe est ajouté à l'article 259 du code pénal qui interdit l'usage du titre professionnel à toute personne qui ne remplit pas « les conditions légalement exigées pour le porteur » sans pour autant donner ces conditions. La Société centrale des architectes était partisane d’un diplôme délivré par l’État, la SADG d’un diplôme délivré par l’École des beaux-arts et la Société nationale des architectes ne veut dépendre ni de l’un ni de l’autre.

### Diplôme d'architecture et titre d'architecte
Le projet d'un statut de la profession d'architecte considérée comme artistique et organisée en corps avec une déontologie séparant l'activité libérale de l'architecte de celle commerciale des entrepreneurs et de marchands d'équipements est étudié par Jean Zay, ministre des Beaux-arts, mais la déclaration de guerre à l'Allemagne ne lui permit pas de le réaliser. Il est repris par le Gouvernement de Vichy avec la loi du 31 décembre 1941 officialisant le code de déontologie des architectes largement inspiré du code Guadet et instituant l'Ordre des architectes comme corps constitué de tous ceux qui exercent la profession d'architecte en observant les règles déontologiques et qui peuvent ainsi porter le titre d'architecte qui devient distinct de celui de diplômé en architecture. 
Ce principe est repris par l'article 9 de la loi sur l'architecture n°77-2 du 3 janvier de 1977 : « Les personnes physiques inscrites à un tableau de l’ordre régional des architectes [...] peuvent seules porter le titre d'architecte. Les personnes morales inscrites à un tableau régional des architectes [...] peuvent seules porter le titre de société d'architecture. ». Ceux qui sont inscrits à l'Ordre des architectes sans avoir de diplôme d'architecture ne portent pas le titre d'architecte mais d'agréés en architecture.
Le décret n° 97-1096 du 27 novembre 1997 relatif aux études d'architecture qui régit le diplôme par le gouvernement (DPLG) est abrogé en 2005, ce qui met fin à la délivrance du DPLG au 31 décembre 2007. Il est remplacé par le diplôme d'architecte diplômé d'État (abrégé en DE) qui, pour devenir membre de l'Ordre doit être complété par une habiltitation à la maîtrise d'oeuvre en son nom propre (HMONP), d'où DE-HMONP.

## Professionnalisation des titulaires d'un diplôme d'architecte DPLG et équivalent
Pour exercer la profession d’architecte, il est nécessaire : 
- d'avoir obtenu un diplôme d'architecte DPLG ou équivalent, soit être titulaire d'un diplôme d'architecte DE-HMONP, comme les diplômes des écoles privés françaises ( diplôme d'architecte DESA (2e cycle professionnel) ou du diplôme d'architecte DENSAIS (diplôme de niveau II)) ou encore un diplôme étranger et même, ne pas avoir de diplôme...
- et de prêter le serment des architectes : « Dans le respect de l'intérêt public qui s'attache à la qualité architecturale, je jure d'exercer ma profession avec conscience, probité et responsabilité, et d'observer les règles contenues dans la loi sur l'architecture et dans le code de déontologie. »